# Mynacakan Iskandarian
Mynacakan Iskandarian (orm. Մնացական Իսկանդարյան; ros. Мнацакан Фрунзевич Искандарян, Mnacakan Frunzewicz Iskandarian; ur. 17 maja 1967 w Leninakanie) – radziecki, ormiański i rosyjski zapaśnik w stylu klasycznym. Startował w kategorii 74 kg.
Dwukrotny olimpijczyk. Złoty medalista z Barcelony 1992, piąty w Atlancie 1996.
Czterokrotny uczestnik mistrzostw świata, złoty medalista w 1990, 1991 i 1994. Cztery razy brał udział w mistrzostwach Europy, zdobył trzy medale, złoto w 1991 i 1992 roku. Pierwszy w Pucharze Świata w 1988.
Wicemistrz ZSRR z 1989 i 1990, trzeci w 1988 roku.